# Historia del té en Japón

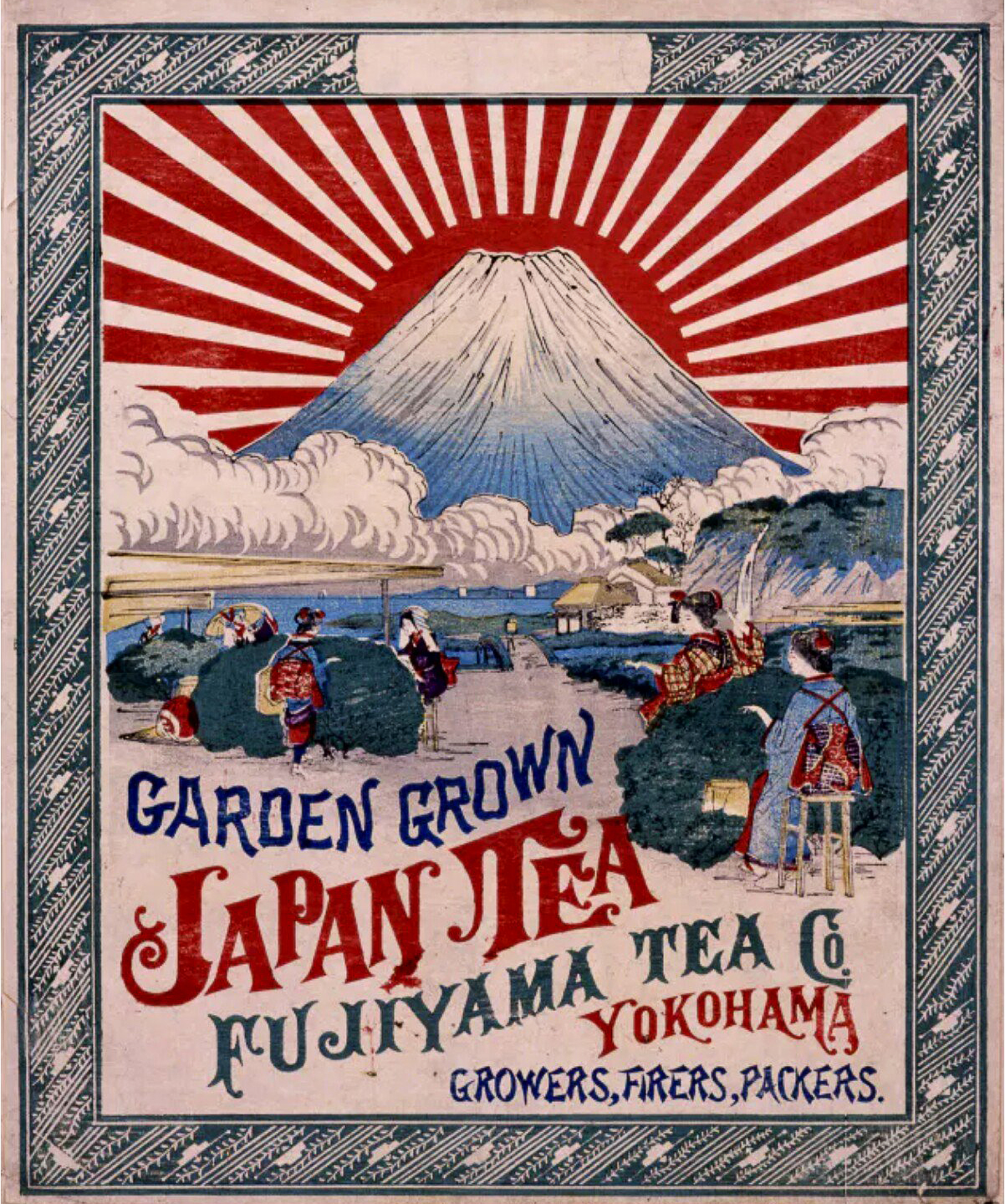
Anuncio de Renji, una marca de té verde japonés (1868–1921).

La historia del té en Japón comenzó en el siglo IX, cuando se hicieron las primeras referencias conocidas del té en los registros japoneses. El té se convirtió en una bebida de las clases religiosas en Japón cuando los sacerdotes y enviados japoneses enviados a China para aprender sobre su cultura trajeron el té a Japón. Los monjes budistas Kūkai y Saichō pueden haber sido los primeros en traer semillas de té a Japón. La primera forma de té traída de China fue probablemente el té de ladrillo. El té se convirtió en una bebida de las clases reales cuando Saga, el emperador japonés, alentó el crecimiento de las plantas de té. Las semillas se importaron de China y comenzó el cultivo en Japón.
El consumo de té se hizo popular entre la nobleza durante el siglo XII, después de la publicación de Kissa Yōjōki de Eisai. Uji, con su ubicación estratégica cerca de la capital en Kyoto, se convirtió en la primera región productora de té de Japón durante este período. A partir de los siglos XIII y XIV, la cultura japonesa del té desarrolló las características distintivas por las que se la conoce hoy en día, y la ceremonia japonesa del té surgió como un componente clave de esa cultura.
En los siglos siguientes, la producción aumentó y el té se convirtió en un alimento básico para el público en general. El desarrollo de sencha en el siglo XVIII condujo a la creación de nuevos estilos distintivos de té verde que ahora dominan el consumo de té en Japón. En los siglos XIX y XX, la industrialización y la automatización transformaron la industria japonesa del té en una operación altamente eficiente, capaz de producir grandes cantidades de té a pesar de la limitada superficie cultivable de Japón.

## Historia temprana
El primer contacto japonés con el té probablemente ocurrió en el período Nara (710–794), cuando Japón envió varias misiones diplomáticas a Chang'an, la capital de la dinastía Tang de China (618–907). Estas primeras delegaciones trajeron conocimiento de la cultura y las prácticas chinas, así como pinturas, literatura y otros utensilios. El Chakyō Shōsetsu indica que el Emperador Shōmu sirvió té en polvo a un centenar de monjes en 729, pero hay cierta incertidumbre con respecto a la fiabilidad del texto.
En 804, los monjes budistas Kūkai y Saichō llegaron a China para estudiar religión como parte de una misión patrocinada por el gobierno durante el período Heian (794–1185). El Shōryōshū (814) menciona que Kūkai bebió té durante su tiempo en China. Regresó a Japón en el año 806. Kūkai también es el primero en usar el término chanoyu (茶の湯), que más tarde llegó a referirse específicamente a la ceremonia japonesa del té. A su regreso a Japón, Kūkai y Saichō fundaron las escuelas de budismo Shingon y Tendai, respectivamente. Se cree que uno o ambos trajeron las primeras semillas de té a Japón durante este viaje. A Saichō, que regresó en 805, a menudo se le atribuye el haber sido el primero en sembrar semillas de té en Japón, aunque la evidencia documental es incierta.
El libro Kuikū Kokushi registra que en el año 815, un abad budista le sirvió té al emperador Saga. Esta es la primera referencia confiable sobre la costumbre de beber té en Japón. Posteriormente, se dice que el Emperador ordenó el establecimiento de cinco plantaciones de té cerca de la capital. El reinado del Emperador Saga se caracterizó por su sinofilia, que incluía la pasión por el té. Era aficionado a la poesía china, en gran parte elogió los beneficios del té. La poesía del emperador Saga, y la de otros en su corte imperial, también hacen referencia al consumo de té.
Las escrituras subsiguientes del período de Heian indican que el té fue cultivado y consumido a pequeña escala por los monjes budistas como parte de su práctica religiosa, y que la familia imperial y los miembros de la nobleza también bebían té. La práctica, sin embargo, aún no era popular fuera de estos círculos. En los tres siglos posteriores a la muerte del emperador Saga, el interés en la cultura china Tang declinó, al igual que la práctica de beber té. Los registros de este período continuaron reconociendo su valor como bebida medicinal y estimulante, y hay menciones de que se consume con leche, una práctica que posteriormente se extinguió.
La forma de té que se consumía en Japón en esta época era probablemente el ladrillo de té (団茶, dancha), que era la forma estándar en China durante la dinastía Tang. La primera monografía sobre té del mundo, La obra clásica de té de Lu Yu, fue escrita algunas décadas antes de la época de Kūkai y Saichō. En él, Lu Yu describe el proceso para cocinar al vapor, asar y comprimir el té en ladrillos, así como el proceso de moler el té en polvo y removerlo en agua caliente antes de consumirlo. Se cree que este procedimiento evolucionó hacia el método de preparación de matcha en polvo que más tarde surgió en Japón.

## Eisai y la popularización del té
El monje zen Eisai (1141–1215), fundador de la escuela de budismo Rinzai, generalmente recibe el crédito de popularizar el té en Japón. En 1191, Eisai regresó de un viaje a China y trajo las semillas de té que plantó en la isla de Hirado, y en las montañas de Kyushu. También le dio algunas semillas al monje Myōe, abad del templo Kōzan-ji en Kioto. Myōe plantó estas semillas en Toganoo (栂尾?) y Uji, que se convirtieron en los sitios del primer cultivo a gran escala de té en Japón. Al principio, el té Toganoo era visto como el mejor en Japón, y se llamaba "té real" (本茶 honcha?), en oposición al "no té" (非茶 hicha?) producido en otras partes de Japón. En el siglo XV, sin embargo, el té Uji superó al de Toganoo, y los términos honcha y hicha llegaron a referirse al té Uji y al té no Uji, respectivamente.
En 1211, Eisai escribió la primera edición de  (喫茶養生記 Kissa Yōjōki?, Beba té y prolongue su vida), el primer tratado japonés sobre el té. El Kissa Yōjōki promueve el consumo de té para fines de salud. Se abre con la afirmación de que "el té es la medicina más maravillosa para nutrir la salud, es el secreto de una vida larga". El prefacio describe cómo beber té puede tener un efecto positivo en los cinco órganos vitales (un concepto en la medicina tradicional china). Eisai se suscribió a la teoría de que cada uno de los cinco órganos prefería alimentos con diferentes sabores, y concluyó que, como el té es amargo, y "el corazón ama las cosas amargas", beneficiaría especialmente al corazón. Eisai pasa a enumerar los supuestos efectos del té sobre la salud, que incluyen curar la fatiga, el lupus, la indigestión, la enfermedad del beriberi, las enfermedades cardíacas, y demás, además de saciar la sed. El Kissa Yōjōki también explica las formas de las plantas de té, las flores de té y las hojas de té y cubre cómo cultivar plantas de té y procesar hojas de té. El tratado dice poco sobre el consumo de té por placer, sin embargo, centrándose en su valor medicinal.
Eisai jugó un papel decisivo en la introducción del consumo de té a la clase de samuráis. Presentó una versión de su Kissa Yōjōki en 1214 al shōgun Minamoto no Sanetomo, que había estado sufriendo una resaca después de haber bebido demasiado sake. Eisai también le sirvió té al joven shōgun. El budismo zen, como lo defienden Eisai y otros, también se hizo popular durante este período, particularmente entre la clase guerrera. El monje zen Dōgen (1200–1253) promulgó una serie de reglas para los templos budistas basadas en las Reglas de Pureza para los Monasterios Chan, un texto chino de 1103. El texto de Dōgen incluía notas sobre la etiqueta para el servicio del té en los rituales budistas. El té fue considerado fundamental para los practicantes del budismo zen. Musō Soseki (1275–1351) llegó a afirmar que "el té y el zen son uno".
Pronto, el té verde se convirtió en un elemento básico entre las personas cultas en Japón, una bebida para la nobleza y el sacerdocio budista, por igual. La producción creció y el té se hizo cada vez más accesible, aunque todavía era un privilegio disfrutado principalmente por las clases altas.

## Cultura medieval del té

### Competiciones de té
Desde el final del período Kamakura en Japón (1185–1333) hasta el comienzo del período Muromachi (1336–1573), las competiciones de té (鬥茶 tōcha?) surgieron como un pasatiempo popular. A diferencia de las competiciones de té en China, el objetivo de tōcha era distinguir entre el té cultivado en diferentes regiones, en particular entre honcha y hicha. Estos eventos fueron conocidos por sus apuestas extravagantes. Sasaki Dōyō (1306–1373) fue particularmente famoso por organizar tales competencias, con una decoración lujosa, grandes cantidades de comida y sake, y baile. Este gusto por lo extravagante y lo vulgar se conocía como  (婆娑羅 basara?), y fue la causa de algún ultraje moral entre los escritores de la época. También fue popular durante este período la pasión por los objetos chinos (唐もの karamono?), como las pinturas, la cerámica y la caligrafía.

### Salones de té ychanoyutemprano
El shōgun Ashikaga Yoshimasa (1436–1490) construyó el primer salón de té en el estilo shoin chanoyu (ceremonia de té de la sala de recepción). Esta sencilla habitación en su villa de retiro en Ginkaku-ji le permitió al shōgun exhibir sus objetos de karamono al celebrar ceremonias de té. La habitación de estilo shoin se desarrolló a partir de las salas de estudio de los monjes zen. Presentaban una cubierta de tatami de pared a pared en contraste con los pisos de madera llanos anteriores, y un escritorio shoin (escritorio) integrado en la pared. Estas habitaciones fueron las predecesoras de las modernas salas de estar japonesas. Se cree que la austeridad de este nuevo estilo de sala de té (茶室 chashitsu?) fue un paso hacia la ceremonia formal del té chanoyu que surgió más tarde.
Se dice que el maestro de té de Yoshimasa era Murata Shukō (1423–1502), también conocido como Murata Jukō. A Shukō se le atribuye el desarrollo de los motivos silenciados, "fríos y marchitos" de la ceremonia japonesa del té. Abogó por combinar productos chinos importados con cerámicas rústicas hechas en Japón, en un esfuerzo por "armonizar los gustos japoneses y chinos". Este uso intencional de utensilios simples o defectuosos con una estética wabi llegó a ser conocido como wabicha. Shukō, sin embargo, no abrazó la idea de un acercamiento completamente wabi a chanoyu. Por el contrario, Takeno Jōō (1502–1555), que estudió con uno de los discípulos de Shukō, se dedicó por completo a la elaboración del estilo wabi tanto en los utensilios de té como en la decoración del salón de té. La contribución de Jōō marca la transición entre Murata Shukō y la ceremonia del té japonesa completamente desarrollada de Sen Rikyū (1522–1591).

## Ceremonia japonesa del té

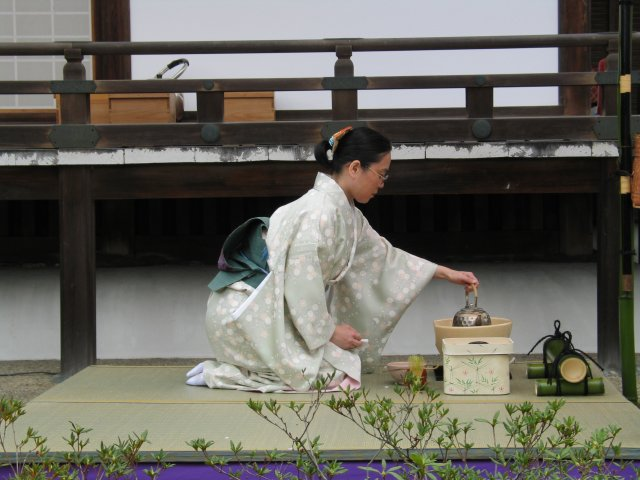
Ceremonia japonesa del té

### Sen no Rikyū
La figura histórica considerada más influyente en el desarrollo de la ceremonia japonesa del té fue Sen no Rikyū. Rikyū sirvió como maestro de té tanto para Oda Nobunaga (1534-1582) como para Toyotomi Hideyoshi (1537-1598). Vivió durante los trastornos del período Sengoku, en el que las estructuras políticas y sociales se transformaron radicalmente. Rikyū creció en Sakai, donde la acaudalada clase mercantil pudo establecerse como una fuerza cultural y económica capaz de dar forma a la cultura japonesa del té. Rikyū, el hijo de un comerciante de pescado Sakai, estudió el té con Takeno Jōō. Al igual que Jōō, fue un defensor del estilo de té wabi.
En este momento, la ceremonia del té jugó un papel destacado en la política y la diplomacia. Nobunaga llegó a prohibir que nadie más que sus aliados más cercanos lo practicara. El austero estilo wabicha que Rikyū defendía era menos favorecido para estas reuniones políticas que el estilo más pródigo de la corriente principal. Sin embargo, después de la muerte de Nobunaga, Sen Rikyū ingresó al servicio de Toyotomi Hideyoshi y construyó una simple choza de té wabi llamada Taian, que se convirtió en uno de los salones de té favoritos de Hideyoshi. En contraste con el techo de tejas preferido por Shukō, Rikyū especificó un techo de paja. Llamado el "Polo Norte de la estética japonesa", esta sala ejemplifica el estilo wabi rústico que ahora domina la cultura japonesa del té.
Además de la rústica sala de té, Sen no Rikyū estableció la etiqueta de la ceremonia moderna del té, así como el procedimiento ordenado y la elección de los utensilios que se utilizarán. También desarrolló la idea del nijiriguchi, una pequeña entrada a través de la cual los huéspedes deben gatear para ingresar al salón de té.
Aunque Hideyoshi obligó a Sen no Rikyū a cometer harakiri en 1591, a los descendientes de Rikyū se les permitió continuar en su profesión. Las tres escuelas principales de la tradicional ceremonia japonesa del té hoy, Omotesenke, Urasenke y Mushakōjisenke, fueron fundadas por hijos de Sen no Sōtan, el nieto de Rikyū. La mayoría de los principales discípulos de Rikyū se encontraban dentro de la clase samurai, y algunos de ellos fundaron también sus propias escuelas, con importantes variaciones en estilo y en el enfoque de la práctica. Furuta Oribe (1544-1615, discípulo de Rikyu), Ueda Sōko (discípulo de Rikyu y de Oribe) y Kobori Enshû (discípulo de Oribe) son algunos ejemplos; sus escuelas siguen vivas en la actualidad.

### Cerámica del té

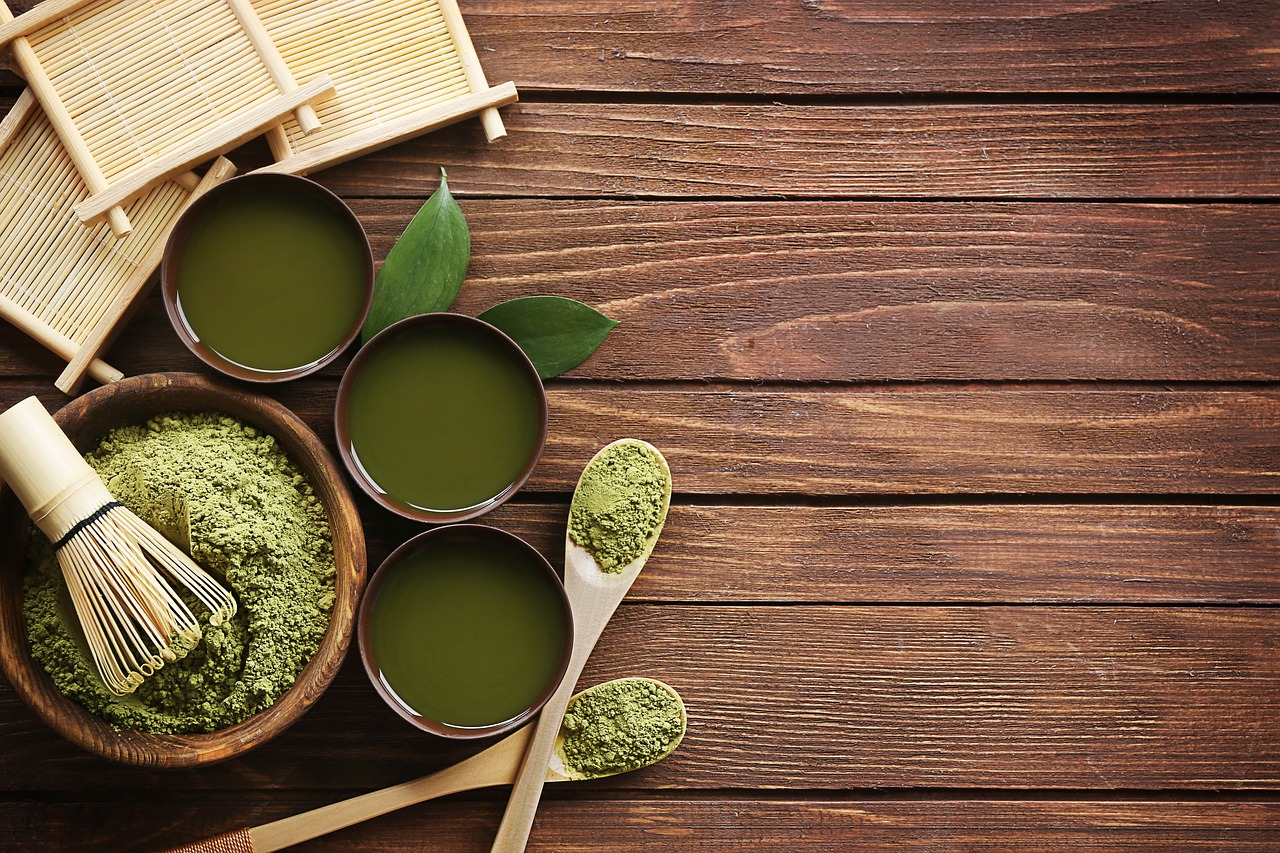
Matcha japonés en una presentación tradicional en cuenco de madera y cuencos de cerámica.

Los avances en la ceremonia japonesa del té durante el período Sengoku motivaron nuevas tendencias en el té japonés. El discípulo de Sen Rikyū, Furuta Oribe sirvió como el maestro de té de Hideyoshi después de la muerte de Rikyū. La preferencia de Oribe por los esmaltes verdes y negros y las formas irregulares dio lugar a un nuevo estilo de cerámica llamado cerámica Oribe. El mismo Rikyū también influyó en los gustos japoneses en cerámica, rechazando la regularidad uniforme de la cerámica tenmoku con influencia china en favor de los cuencos de arroz desiguales producidos por alfareros coreanos en Japón. Este estilo de tazón de té o chawan se llamaba cerámica raku por el nombre del alfarero coreano que produjo las primeras piezas para las ceremonias de té de Rikyū, y es conocido por su aspecto y sensación de wabi.

### Matcha
El matcha japonés moderno se elabora moliendo hojas de té secas sueltas en polvo (en lugar de los ladrillos de té originalmente introducidos de China). El sabor dulce y el color verde profundo de matcha se crean al sombrear las hojas de té del sol en las últimas semanas antes de desplumar, aumentando la clorofila y disminuyendo el contenido de taninos de las hojas. Esta técnica surgió en el siglo XVI entre los cultivadores de té Uji. También se usa para producir gyokuro.